# Gerely Jolán
Gerely Józsa Jolán, eredeti 1892-ig használt vezetéknevén Geiduschek Jozefa Jolánta, névváltozat: Gerey (Budapest, 1882. február 12. – Keszthely, 1945. július 28.) magyar polgári iskolai tanárnő, katolikus vallási írónő, aki elsősorban a Horthy-korszakban írt nőnevelési könyveiről ismert. Testvére Gerely József áldozópap.

## Élete
Geiduschek József könyvkötő és Wodjaner Lujza leányaként született, 1882. február 26-án keresztelték. Tanítói, majd 1904-ben polgári iskolai számtan–mértan tanári oklevelet szerzett a budapesti angolkisasszonyoknál. 1903 és 1910 között tanítóként működött a budapesti elemi, 1911–1924 között a polgári iskolákban. Nyugdíjasként a budapesti szociánus nővérek házában élt. Szak- és napilapokba főként tanügyi cikkeket írt. Az 1910/1920-as években főként idegen nyelvekből fordított szépirodalmi témájú könyveket. 1930 és 1944 között írta meg katolikus szellemű leányregényeit és a leányifjúságnak szánt pedagógiai–önnevelési témájú műveit. Ebben a témakörökben az egyik legnépszerűbb – és a korabeli katolikus leánynevelés szakemberei által elismert és ösztönzött – hazai írónőként tartották számon. Külföldi lelkiségi művek fordítójaként is ismert.

## Művei
- Kis képes biblia. I–II. o., Budapest, 1898 → elektronikus elérhetőség:
- Vezérkönyv a bibliák tanításához, Budapest, 1899
- Kis képes biblia. III–VI. o., Budapest, 1900
- Szertartástan, Budapest, 1902
- Szertartástan középiskolák számára, Budapest, 1902
- Szertartástan polgári iskolák számára, Budapest, 1902
- Biblia polgári iskolák számára, Budapest, 1903
- Budapesti biblia I–II. o., Budapest, 1909
- G.k. biblia I-II. o., Budapest, 1915
- Mártika, a kis kereszthordozó, Rákospalota, 1930
- A mai leányok útja, Budapest, 1932
- Egy élet egy lélekért, Budapest, 1933 → elektronikus elérhetőség:
- A művelt leány, Budapest, 1933
- Add nekem a szívedet, Budapest, 1934
- Hivatás vagy robot. A dolgozó leány, Budapest, 1934
- Ki vagyok?, Budapest, 1936
- Gyermekeink boldogságáról van szó!, Rákospalota, 1937
- Ha tudnád..., Budapest, 1938
- Szűz Mária nyomában, Budapest, 1939
- Életünk a szentmise tükrében, Rákospalota, 1941
- Majd ha asszony leszek... [levélregény], Budapest, 1943
- A Szűzanya hív téged, Rákospalota, 1944
- Egy magyar nagyasszony. Szentkereszty Janka bárónő élete

## Fordítások
- D. L. Coloma: A vértanú királynő, Budapest, 1909
- D. L. Coloma: Boy, Budapest, 1911
- Elinor Glyn: Ő tudja miért I–II., Budapest, 1917
- François Coppée: Henriette szerelme, Budapest, 1918
- Sven Hedin: Csampó láma zarándokútja, Budapest, 1922
- Sven Hedin: Csampó láma a nomádok földjén, Budapest, 1923
- Selma Lagerlöf: A számkivetett, Budapest, 1922
- Selma Lagerlöf: Jeruzsálem I–II., Budapest, 1927
- Egy „kis lélek” a „kis ösvényen”. Filippetto Mária élete 1912–1927, Rákospalota, 1934
- L. Scupoli: Lelki harc, Rákospalota, 1934
- E. M. Valori: Szűz Mária és a szíve, Rákospalota, 1935
- Beaudenom: Elmélkedések az evangéliumról I–III., Budapest, 1936
- Margit anya. Szent Margitról nevezett Mária anya, a Mária Reparatrix szerzetestársaság tagja 1867-1932, Budapest, 1938
- A. Beltrami: A bocsánatos bűn, Rákospalota, 1939
- J. Schrijvers: Önátadás, Rákospalota, 1940
- S. Kasbauer: Isten vésője alatt. Janssen Arnold, a steyli missziós művek alapítója, Kőszeg, 1941